# Америку-ди-Кампус
Америку-ди-Кампус (порт. Américo de Campos) — муниципалитет в Бразилии, входит в штат Сан-Паулу. Составная часть мезорегиона Сан-Жозе-ду-Риу-Прету. Входит в экономико-статистический микрорегион Вотупоранга. Население составляет 5597 человек на 2006 год. Занимает площадь 253,849 км². Плотность населения — 22,0 чел./км².
Праздник города — 24 июня.

## История
Город основан 25 июня 1927 года.

## Статистика
- Валовой внутренний продукт на 2003 составляет 36.211.664,00 реалов (данные: Бразильский институт географии и статистики).
- Валовой внутренний продукт на душу населения на 2003 составляет 6.470,99 реалов (данные: Бразильский институт географии и статистики).
- Индекс развития человеческого потенциала на 2000 составляет 0,774 (данные: Программа развития ООН).

## География
Климат местности: субтропический. В соответствии с классификацией Кёппена, климат относится к категории Cfa.